# 陳錡 (正統進士)
陳錡（1423年—？），字鼎夫，直隸蘇州府崑山縣人，軍籍。明朝政治人物。

## 生平
正統九年（1444年）甲子科應天府鄉試第九名舉人。正統十三年（1448年）戊辰科二甲第四名進士。天順間任兵部職方司郎中。

## 家族
曾祖陳榮一。祖父陳志善。父陳廷璧。